# クォク彩伊
鴌彩伊（クォク・チェイ; 朝: 궉채이、クォク・さいい、1987年5月15日 - ）は、大韓民国のインラインスケート選手である。安養市庁所属で、“インラインの妖精”という別名で知られており、インラインスケートの大衆化に寄与した。鴌彩伊の姓である鴌は、李睟光が物した『芝峰類説』にも出てくる姓氏で、全国的に世帯数が幾何にもならない希薄な姓氏であったが、鴌彩伊の登場で広く知られるようになった。

## 経歴
鴌彩伊がスケートを初めて履いたのは烏山初等学校4年の時だった。陸上部で長距離を走っていた彼女を、ローラースケート部の先生が説得したことがきっかけだった。初め趣味として滑っていた鴌彩伊は、初等学校5年の時、全国少年体育大会選抜戦で安養市代表コーチだった朴ソンイルの目にとまって本格的に活動を始めた。朴コーチは鴌彩伊の両親を説得して安養ボムゲ初等学校に転校させ、自分の家のすぐ前のアパートの部屋を借りてくれて、三度の食事を共にしながら娘のように彼女を育成した。
2001年、国家代表に選抜された鴌彩伊は、すぐにその年、フランスアジャンの世界選手権大会5000mポイント競技で、韓国ローラースケート史上初の金メダルを獲得した。
2002年にベルギーオステンド、2004年にイタリアで行われた2度の世界インラインスピードスケート選手権大会それぞれで、鴌彩伊選手は2冠を占め、言論機関に大いに報道されて鴌氏について多く知られるようになったもので、彼女の本貫は清州鴌氏である。
2002年9月、インターネットにファンカフェができ、2004年には、イタリア世界選手権で金メダル2・銀メダル2・銅メダル1個を獲得する最高の成績であり、優れた容貌が彼女の人気に一役買って自動車CMへの出演要請が殺到するほどで、人気の絶頂にあった。
しかし、2004年に大韓民国全国体育大会で膝を負傷して手術を受けたころから、急勾配の坂道を下るようになっていた。
2005年冬、大学と実業団入団を前にして彩伊は思い惑った。勉強も運動もみな逃したくなかったが、苦悶の末、来る世界選手権大会のため実業団を選択した。ところが、冬季練習をおろそかにしたために、来るシーズンは国内大会でさえウ・ヒョスクに押されるなど振るわず、その上、ありうべからざることに、大会前の7月に訓練中に3度も転倒する事故を起こし、左手の指を折るという重傷を負っていた。
果たして、2006年、鴌彩伊はその年、安養で開催された世界ローラースピードスケーティング選手権大会で銀メダル・銅メダルを一つずつ獲得したものの、この大会の個人種目ではシニア部門（17歳以上）に初めて出場したというが、ジュニア時代の名声には及びようのない成績だった。
2007年、韓国体育大学校スポーツ福祉学科に入学した鴌彩伊は、ふたたびインライン代表に挑戦したが、失敗の連続だった。当惑した鴌彩伊は2008年1月引退を決意したが、折よく安東市庁からの招きがあり、2008年3月には再び訓練を開始し、2009年、3年のスランプを乗り越え、全国選手権に参加、2位を獲得して無事に再起を果たした。
2009年6月30日、『アイム・クォク=チェイ』(I'm Kuck Chea Yi) というスターグラビアが発刊され、「インラインの妖精」の可愛く清純な容姿、健康美溢れる鴌彩伊選手をいっそう盛りたてた。

## 主要成績
- インラインスピードスケート世界選手権（英語版）

| 年     | 大会                   | 競技形式                             | 戦績 |
| ------ | ---------------------- | ------------------------------------ | ---- |
| 2001年 | フランスアジャン       | 5000mポイント競技ジュニア部門        | 金   |
| 2001年 | フランスアジャン       | 10000m除外競技ジュニア部門           | 銀   |
| 2002年 | ベルギーオステンド     | 10000mポイント兼除外競技ジュニア部門 | 金   |
| 2002年 | ベルギーオステンド     | 5000mポイント競技ジュニア部門        | 金   |
| 2002年 | ベルギーオステンド     | 15000m除外競技ジュニア部門           | 銀   |
| 2003年 | ベネズエラバルキシメト | 10000mポイント兼除外競技ジュニア部門 | 銀   |
| 2003年 | ベネズエラバルキシメト | 20000m除外競技ジュニア部門           | 銅   |
| 2004年 | イタリアアクイラ       | 不明ジュニア部門                     | 金   |
| 2004年 | イタリアアクイラ       | 不明ジュニア部門                     | 金   |
| 2004年 | イタリアアクイラ       | 不明ジュニア部門                     | 銀   |
| 2004年 | イタリアアクイラ       | 不明ジュニア部門                     | 銀   |
| 2004年 | イタリアアクイラ       | 不明ジュニア部門                     | 銅   |
| 2005年 | 中国蘇州               | リレー競技ジュニア部門               | 銀   |
| 2006年 | 韓国安養               | 不明シニア部門                       | 銀   |
| 2006年 | 韓国安養               | 不明シニア部門                       | 銅   |